# Chris Backes
Christoph Wilhelm „Chris“ Backes (* 22. Oktober 1959 in Kaldenkirchen) ist ein deutscher Rechtswissenschaftler und Hochschullehrer an der Universität Utrecht.

## Leben und Wirken
Christoph Backes ist ein Sohn des Kaldenkirchener Schuldirektors und späteren Landrats und nordrheinwestfälischen Landtagsabgeordneten Hanns Backes und dessen Ehefrau Trude, geb. Schweikert. Er studierte Rechtswissenschaften, Politikwissenschaften und Niederländisch an den Universitäten Freiburg und Münster. An der Universität Nijmegen erwarb er später einen Master of Laws (LL. M.) in niederländischem Recht für ausländische Juristen. 1993 wurde er von der Universität Utrecht mit der von P.J.J. van Buuren und F.C.M.A. Michiels betreuten umweltschutzrechtlichen Arbeit Juridische bescherming van ecologisch waardevolle gebieden zum Dr. iur. promoviert. Ab 1995 war Backes als ordentlicher Professor für Internationales und Europäisches Umweltrecht an der Universität Tilburg tätig. 1998 wechselte er zurück an die Universität Utrecht, wo er ebenfalls eine ordentliche Professur für Umweltrecht innehatte, zugleich aber Direktor des Zentrums für Umweltrecht und Politik (CELP/NILOS) wurde. Außerdem war er bis 2007 Berater in Ausschüssen des niederländischen Umweltministeriums. Von 2007 bis 2016 war er Professor für Verfassungs- und Verwaltungsrecht an der Universität Maastricht. 2016 kehrte er abermals nach Utrecht zurück und wurde wiederum Professor für Umweltrecht. Zugleich wurde Backes Mitglied des Utrecht Centre for Water, Oceans and Sustainability Law (UCWOSL).
Backes’ Forschungsschwerpunkte liegen vor allem im Umweltrecht und Nachhaltigkeitsrecht der Niederlande sowie auch und vor allem im Vergleich zu den entsprechenden Systemen der anderen europäischen Staaten.

## Schriften (Auswahl)
- Juridische bescherming van ecologisch waardevolle gebieden. („Rechtlicher Schutz für ökologisch wertvolle Gebiete“). Tjeenk Willink, Zwolle 1993, ISBN 90-271-3723-4 (niederländisch, Dissertation).
- Klimaschutz in den Niederlanden. Europäische Akademie zur Erforschung von Folgen Wissenschaftlich-Technischer Entwicklungen, Bad Neuenahr-Ahrweiler 2001.